# معركة نارفيك

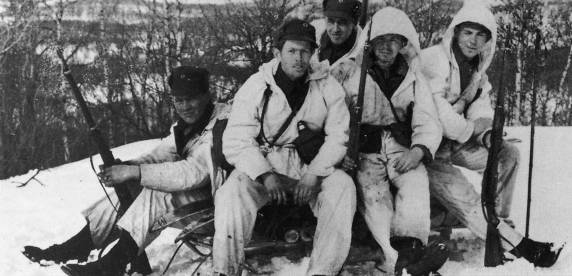
جنود نرويجيون في معركة نارفيك، مايو 1940.

وقعت معركة نارفيك خلال الحرب العالمية الثانية من 9 أبريل إلى 8 يونيو 1940، استمرت أكثر من 60 يوماً.
لقدأنزل البريطانيون قواتٍ في نامسوس وأندلسون ونارفيك في النرويج في منتصف شهر أبريل من عام 1940 و مع أن القوات البريطانية والفرنسية التي تم إنزالها كانت تفوق القوات الألمانية الموجودة في المنطقة من حيث العدد إلا أنها افتقرت للغطاء الجوي الذي كان أيضاً ينقص سفن البحرية البريطانية المتواجدة قبالة سواحل النرويج و بما أن سلاح الجوي الألماني كان متفوقاً فقد شن غاراتٍ ضد السفن الحربية البريطانية و سفن نقل الجنود و ضد الوحدات العسكرية المقاتلة.
وأثناء تقهقر القوات النرويجية شمالاً كانت بقايا الجيش النرويجي تتعرض لغاراتٍ متكررة من الجو و من القوات الألمانية التي كانت تزحف من العاصمة أوسلوا، و تفاقم الموقف للحلفاء أكثر فأكثر بقدوم الوحدات الألمانية التي تحررت من القتال في الجنوب و تحركت شمالاً باتجاه نارفيك ثم انهارت آخر جيوب المقاومة النرويجية.